# Гуреев, Виктор Григорьевич
Ви́ктор Григо́рьевич Гуре́ев (20 августа 1937, Ленинград — 13 февраля 1993, Луганск) — советский футболист, выступавший на позиции левого защитника, и футбольный тренер. В 1968—1969 годах возглавлял луганскую «Зарю», игравшую в высшей лиге СССР. Мастер спорта СССР (1962), Заслуженный тренер УССР (1967).

## Игровая карьера
Занимался футболом с 7 лет, воспитанник ленинградской футбольной школы «Трудовые Резервы». В 1957 году в Ворошиловграде (Луганск) была воссоздана команда этого спортивного общества, и Гуреев был переведён в неё. В течение семи сезонов футболист выступал за луганские «Трудовые Резервы», за это время сыграл 175 матчей и забил 13 голов в советском классе «Б». В 1962 году Гуреев вместе со своей командой стал чемпионом Украинской ССР и получил звание мастера спорта СССР, в этом же сезоне включен в список 33-х лучших футболистов Украинской ССР под № 1. В 1963 году отчислен из команды, после этого недолгое время играл за «Коммунарец» Коммунарска.

### Стиль игры
Фланговый левый защитник, которого болельщики помнят из-за невысокого роста. Однако этот недостаток он с лихвой компенсировал выбором позиции, цепкостью и жесткостью. Очевидцы отмечают в его игре высокую культуру паса. Обладал незаурядной скоростью и умению при этом здорово работать с мячом по всему полю.— Сайт «Луганск. Наш футбол». 

## Тренерская карьера
Сразу после завершения игровой карьеры Гуреев был назначен тренером команды «Шахтёр» (Красный Луч), под его руководством команда в 1965 году дебютировала в классе «В» (третьем дивизионе).
Перед началом сезона 1968 года Гуреев стал тренером луганской «Зари», которая в то время выступала в классе «А». Новый тренер сразу взял курс на омоложение состава команды, под его руководством в основном составе заиграли будущие чемпионы СССР 1972 года Александр Ткаченко, Владимир Абрамов, Виктор Кузнецов, Николай Пинчук, Анатолий Куксов, Вячеслав Семёнов. Во втором круге чемпионата-1968 команда выдала серию из 9 игр подряд без поражений и досрочно гарантировала сохранение места в высшей лиге, в итоге финишировала на 13 месте среди 20 участников. В чемпионате 1969 года «Заря» успешно вышла из предварительной подгруппы, но в турнире сильнейших команд лиги никак не могла победить, и в сентябре 1969 года Гуреев уступил тренерский пост Герману Зонину.
Специалисты отмечали заслуги Гуреева в становлении чемпионской команды:

«Хорошая амбициозная команда, которую создал Виктор Гуреев, а отшлифовал и вывел на чемпионскую вершину Герман Зонин»— Йожеф Сабо 
В дальнейшем тренировал команды первой и второй лиги — «Химик» (Северодонецк), «Кузбасс» (Кемерово), «Кубань» (Краснодар), «Север» (Мурманск). В последние годы жизни работал заведующим кафедрой физкультуры и спорта в Луганском медицинском институте.